# 1990 en philosophie
Chronologie de la philosophie
- 1986
- 1987
- 1988
- 1989
- 1990
- 1991
- 1992
- 1993
- 1994

L’année 1990 a été marquée, en philosophie, par les événements suivants :

## Publications
- Thomas More :  La Tristesse du Christ, texte latin et traduction sous la responsabilité de Henri Gibaud, Pierre Téqui, 1990.

### Rééditions
- Marin Cureau de La Chambre :  Les Charactères des passions, Cambridge (Mass.), Omnisys, 1990
- Scipion Dupleix :  Cours de philosophie, contenant la logique, l’éthique, la physique et la métaphysique, Genève, 1627-1636.Réimpression éditée par Roger Ariew : La logique, Paris, 1984 ; La physique, Paris, 1990 ; La métaphysique, Paris, 1992 ; L’éthique, Paris, 1993. C’est le premier ouvrage de ce genre jamais rédigé en français ; il a été composé pour le prince, son élève.

### Traductions
- Thomas Hobbes : 
  - Behemoth, or the Long Parliament, (1660-1668 publié à titre posthume en 1682), éd. T. Tönnies, revue par M.M. Goldsmith, Londres, F. Cass, 1969.
    - Béhémoth ou le Long Parlement, introduction, traduction et notes par L. Borot, Œuvres traduites, T. IX, Paris, Vrin, 1990.

  - A Dialogue between a Philosopher and a Student of the Common Laws of England (1666), édition critique par J. Cropsey, Chicago et Londres, University of Chicago Press, 1971
    - Dialogue entre un philosophe et un légiste des Common Laws d’Angleterre, introduction, traduction et notes par L. et P. Carrive, Œuvres traduites, Tome X. Paris, Vrin, 1990.
- Torquato Accetto :  De l'honnête dissimulation, traduit par Mireille Blanc-Sanchez, Éditions Verdier, 1990

## Décès
- 12 octobre : Peter Wessel Zapffe, philosophe norvégien, né en 1899.
- 22 octobre : Louis Althusser, philosophe français, né en 1918.